# Bildstock (Burkardroth, Am Marktplatz 1)

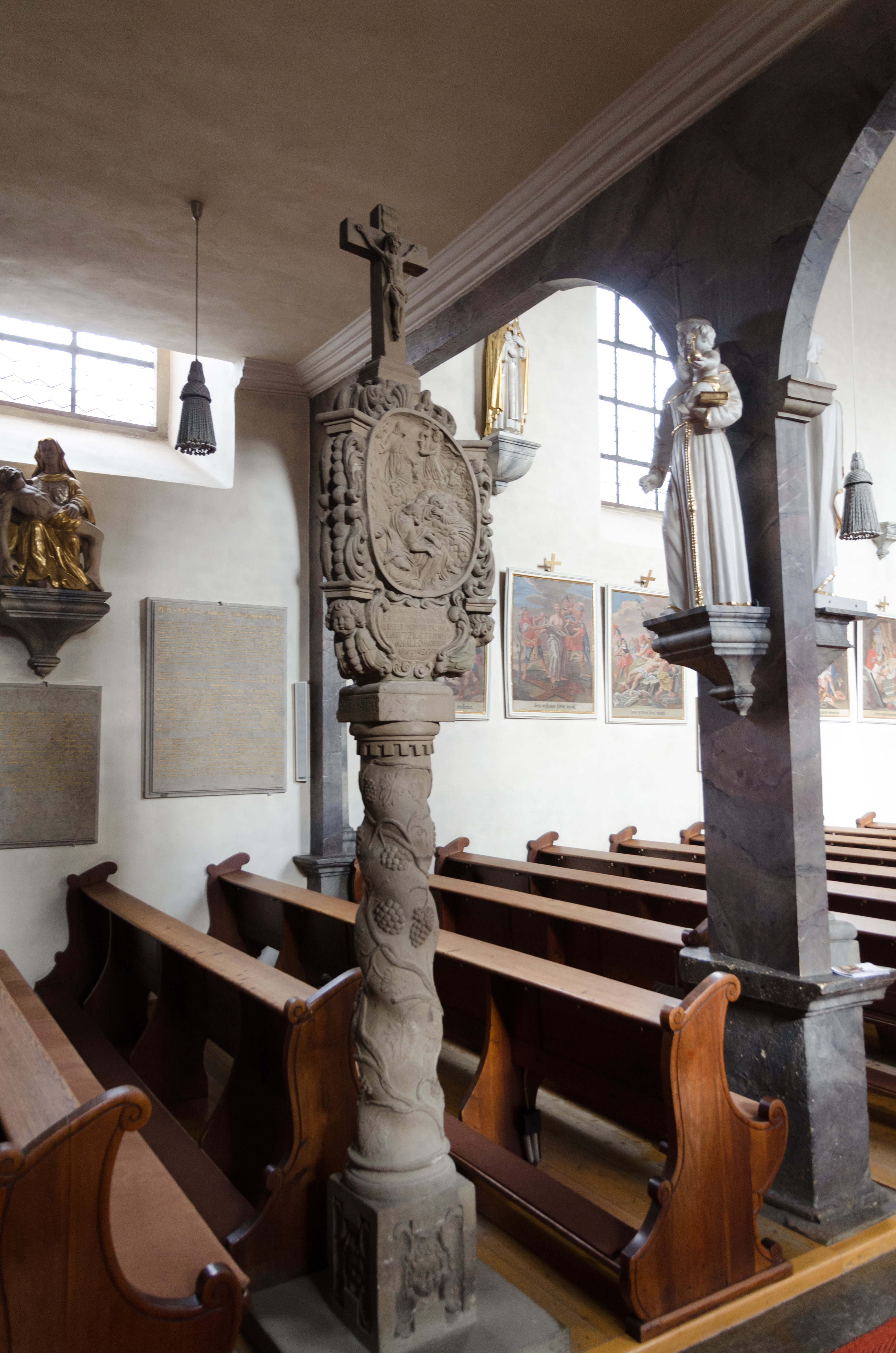
Bildstock, Burkardroth, Am Marktplatz 1

Der Kreuzdachbildstock Am Marktplatz 1 ist ein Flurdenkmal im Markt Burkardroth im unterfränkischen Landkreis Bad Kissingen und befindet sich in der Burkardrother St.-Petrus-in-Ketten-Kirche. Der Bildstock gehört zu den Baudenkmälern von Burkardroth und ist unter der Nummer D-6-72-117-2 in der Bayerischen Denkmalliste registriert.

## Beschreibung
Der Kreuzdachbildstock besteht aus Sandstein und entstand im Jahr 1684. Er befand sich ursprünglich im Friedhof von Burkardroth und wurde im Jahr 1814 in die Kirche umgesetzt.
Der Kreuzdachbildstock hat eine Höhe von 328 cm. Früher stand er auf einem Tischsockel, womit sich eine Gesamthöhe von 380 cm ergab.
Auf einem prismatischen, 37 cm hohen Sockel mit den Abmessungen 32 cm × 32 cm steht eine 143 cm hohe, gewundene Säule in Weinrankenzier mit einem Durchmesser von 24,5 cm, mit Dreiseitenaufsatz und einem Bekrönungskreuz. Basiswulst: 5 cm, Basisring: 1 cm. Unterhalb der 12 cm hohen Kapitellplatte mit den Abmessungen 25,5 cm × 25,5 cm befindet sich eine Wulst (5 cm) und darunter ein 4,5 cm hoher Zahnkranz. Kapitellplatte schließt profiliert einziehend (1,5 cm) zum Konsolenträger des Aufsatzes ab. Der 93 cm hohe Dreitafelaufsatz hat eine Breite von 56 cm. Die Konsole trägt an den Ecken vorkragende Puttenköpfe; diese umschließen Inschriftenmedaillons mit muschelförmigen Rocaillerahmen. Die Inschriftenkartuschen beinhalten Texte zu den Reliefbildern der Bildtafeln. Die Ölbergszene hat einen ovalen Rahmen mit den Maßen 56 xm × 35 cm, die anderen Szenen wurden in kreuzförmige Rahmen mit Rundbogenabschluss und mit den Abmessungen 56 cm × 48 cm hineingearbeitet. Die Randzier der Dreiseitentafel bestehen aus stilisierten, satten Palmettenvarianten beiderseits von Perlschnüren. Den Abschluss oben und unten bildet ein vorkragendes Gebälk. Den Bekrönungsabschluss bildet eine Palmettenrocaille beiderseits einer Zentralmuschel unter dem Kreuzsockel. Das Kreuz hat eine Höhe von 60 cm; sein Korpus ist 28 cm hoch.
Die Inschriften lauten in lateinischen Großbuchstaben:
a) auf der Trägerplatte des Kapitells:

„BURKARDROTH

ANNO 1684“

b1) Die Tafelinschriften lauten in der Ölbergszene:

„NUN SIEHE MEIN LIB

ER CHRIST

NUN BIN ICH

LIBES KIND VOR DICH GE

KREUZIGET NUN HÄNG

ICH ALL DAVOR DEINER SÜNT WEGEN.“

b2) Tafelinschrift der Dornenkrönungsszene:

„NUN BREIDE ICH

AUS AM CREUTZ MEINE

ARM ZU EMPFANGEN DIE

GANZE WELT. NUN HAB

ICH VOLBRACHT DAS BITERE LEIDEN UND STERBEN.“

b3) Tafelinschrift der Veronika-Szene:

„ALLE DIE VORRÜBER

GEHEN SEHT AN; OB EIN

SCHMERTZ SEI ZWISCHEN

HIMMEL UND ERT WIE DA IST

MEIN SCHMERTZ DEN ICH

DA AM STAMM DES HL. CHREUTZES LEIDT!“

c) Die Sockelzier besteht aus geflügelten Engeln im Rollwerkrahmen. Die Sockelinschrift lautet:

„ZU EHREN DES

BITTERN LEIDEN

UND STERBEN

JESU CHRISTI

UND MARIAE HAT

JOHANN HARTMANN UND SEINE

HAUSFRAU DISEN

BILDSTOCK AUFGERICHTET.“

Bis zur Umsetzung des Bildstocks in die St.-Petrus-in-Ketten-Kirche im Jahr 1814 befanden sich an den drei Ecken Assistenzfiguren: eine Pietà, die hl. Maria sowie Johannes. Die Texte stellen selbstständige Einheiten dar und passen nicht zu den Bilderszenen. Auch die Assistenzfiguren und das Gipfelkreuz bilden einen selbständigen Zyklus.
Der Dreiseitenbildstock symbolisiert die Trinität. Die Kreuzverehrung in den Texten erinnert an liturgiebezogene Formen. Die Pietà steht für die Kreuzabnahme. Maria, Johannes und das Gipfelkreuz würden für die Kreuzigungsszene stehen.
Der Bildstock dürfte in der Zeit um 1680 eine wichtige Rolle in der damaligen Karfreitagsliturgie gespielt haben.